# Аерофільтр
Аерофі́льтр — споруда для біологічного очищення стічних вод, різновидність біофільтра. 
Аерофільтри мають висоту до 4 м і обладнані пристосуванням для штучного продування рідини повітрям. Стічну рідину попереду звільняють від завислих частинок і колоїдальних речовин способом обробки в аеротенках на неповне очищення. Навантаження аерофільтра 4—5 м3 стічної рідини за добу на 1 м3 об'єму аерофільтра.